# ایوان واسیلیویچ: بازگشت به آینده
تغییرات حرفه‌ای ایوان واسیلیویچ (به روسی: Иван Васильевич меняет профессию) یک فیلم کمدی علمی–تخیلی محصول اتحاد جماهیر شوروی است به کارگردانی لئونید گائدای که در سال ۱۹۷۳ ساخته شد. در ایالات متحده این فیلم گاهی با نام ایوان واسیلیویچ: بازگشت به آینده (به انگلیسی: Ivan Vasilievich: Back to the Future) فروخته شده‌است. این فیلم بر اساس بازی میخائیل بولگاکف در نقش ایوان واسیلیویچ ساخته شده و از بازیگران آن می‌توان به الکساندر دمیاننکو، یوری یاکوولیف، لئونید کوراولیوف، و لئونید گائدای اشاره کرد.
این فیلم یکی از مهمترین و پرفروش‌ترین فیلم‌های اتحاد جماهیر شوروی در سال ۱۹۷۳ با بیش از ۶۰ میلیون بلیط فروخته شده بشمار می‌رود.
در ۲۱ سپنامبر ۲۰۱۶ موتور جستجوی گوگل به مناسبت ۴۳مین سالگشت نمایش این فیلم گوگل دودل صفحه اصلی خود را در روسیه و قزاقستان تغییر داد.

## بازیگران
- یوری یاکوولیف (ایوان مخوف/ایوان واسیلیویچ بونشا، سرپرست ساختمان)
- لئونید کوراولیوف (جورج میلوسلوسکی، سارق)
- الکساندر دمیاننکو (الکساندر 'شیریک' تیموفیو، مخترع)
- ناتالیا سلزنوا (زنا، همسر او)
- ناتالیا کراچکووسکایا (اولینا اندرونا بونشا، همسر سرپرست)
- ولادیمیر اتوش (دندانپزشک)
- میخائیل پوگوکین (کارگردان فیلم یاکین)
- ناتالیا کوستینسکایا (معشوقه یاکین)
- سرگئی فیلیپپوو (سفیر سوئد)
- ساولی کراماروف (فوفان کارمند)
- ادوارد بردون (فروشنده بازار سیاه)
- ناتالیا گورزو (پرستار دندانپزشکی شپاک)
- نینا مسلووا (تزاریتزا مارفا، همسر ایوان مخوف)
- ویکتور اورالسکی (رئیس پلیس گروهبان)
- لئونید گائدای (دستیار نور یاکین)
- ایوان ژیواگو (روانپزشک)

## مکان‌های فیلم‌برداری
- مسکو، اتحاد جماهیر شوروی
- روستوف، اتحاد جماهیر شوروی
- یالتا اتحاد جماهیر شوروی